# Biniam Girmay
Biniam Girmay Hailu (Asmara, 2 de abril de 2000) é um ciclista eritreu, membro da equipa Intermarché-Wanty-Gobert Matériaux.

## Palmarés
- 2018
  - 1 etapa Aubel - Stavelot Juniors  1º etapa
  - CC Africa RR-JR
  - CC Africa ITT-JR

- 2019
  - 1 etapa da Tropicale Amissa Bongo
  - 1 etapa do Tour de Ruanda

- 2020
  - 2 etapas da Tropicale Amissa Bongo[2]
  - Tropicale Amissa Bongo | Pontos

- 2021
  - Clássica Grand Besançon Doubs
  - 2.º no Campeonato Mundial em Estrada sub-23 
  - UCI Africa Tour

- 2022
  - Troféu Alcudia-Port d'Alcudia
  - Gante-Wevelgem
  - 1 etapa do Giro d'Italia
- 2023
- 1 etapa Volta a la Comunitat Valenciana
- 1 etapa no Tour de Suisse
- 2024
- Surf Coast Classic
- Circuit Franco-Belge
- 1 etapa no Tour de France

## Resultados em Grandes Voltas
| Corrida | Corrida         | 2020 | 2021 | 2022 |
| ------- | --------------- | ---- | ---- | ---- |
|         | Giro d'Italia   | —    | —    | Ab.  |
|         | Tour de France  | —    | —    | —    |
|         | Volta a Espanha | —    | —    | —    |

—: não participa

Ab.: abandono

## Equipas
- Delko (2020-05.2021)
  - NIPPO DELKO One Provence (2020)
  - Team Delko (01.2021-05.2021)
- Intermarché-Wanty-Gobert Matériaux (08.2021-)

## Recordes e marcas pessoais
- A sua vitória na etapa 10 do Giro d'Italia de 2022 apresentou-lhe as seguintes marcas:
  - Primeiro ciclista africano negro que ganha uma etapa numa grande volta[3]
  - Primeiro ciclista africano negro que ganha uma etapa no Giro d'Italia